# Олівер Венделл Голмс (молодший)
Олівер Венделл Голмс молодший (англ. Oliver Wendell Holmes Jr.; 8 березня 1841, Бостон — 6 березня 1935, Вашингтон) — американський теоретик та філософ права, судовий діяч, суддя Верховного суду США, син відомого лікаря Олівера Венделла Голмса старшого. Олівер Венделл Голмс був американським юристом, який працював на посаді судді Верховного Суду США з 1902 по 1932. Він відзначився довгим строком служби, стислими і змістовними правовими позиціями та повагою до рішень легіслатур. Його часто цитують, зокрема завдяки його позиції щодо запровадження тесту «явної і прямої загрози» у справі 1919 року Шенк проти США (Schenck v. United States). Голмс — один з найвпливовіших американських суддів загального права. За життя його відзначили не тільки в США, але й у Великій Британії. Голмс подав у відставку у віці 90 років, що робить його найстаршим суддею в історії Верховного Суду. Він також був головою Массачусетського Верховного Суду. Голмса запрошували викладати право на юридичному факультеті Гарвардського університету, який він закінчив.
Участь у бойових діях під час громадянської війни в Америці вплинула на Олівера Голмса. Він допоміг схилити правове мислення американців на користь правового реалізму. Голмс підсумував це таким висловом: «Життя закону — не логіка, а досвід.»;
Голмс підтримував форму морального скептицизму і виступав проти доктрини природного права, відзначаючи значне зрушення в американській юриспруденції. Він описав в одному зі своїх найвідоміших рішень, у окремій думці у справі Абрамс проти Сполучених Штатів [1919], зазначивши, що Конституція США — це «експеримент, оскільки все життя — експеримент» і як наслідок «Ми повинні бути надзвичайно пильними і виступати проти спроб перевірити висловлювання думок, які ми ненавидимо і вважаємо загрозливими».
Під час своєї роботи у Верховному Суді, до якого він був призначений президентом Теодором Рузвельтом, Голмс підтримував спроби економічного регулювання у країні і захищав широку свободу слова відповідно до Першої поправки. Ці погляди та непересічність його особистості та стилю письма зробили його популярною фігурою, особливо серед прогресистів Америки. Його судова практика мала значний вплив на розвиток американської правової думки, в тому числі на судовий консенсус щодо підтримки законодавства Нового курсу, а також на впливові школи прагматизму, критичних юридичних досліджень, права та економіки. Він був не лише суддею, а й відомим вченим. За висновками The Journal of Legal Studies, Голмс став одним з трьох найбільш цитованих американських правознавців 20-го століття.

## Загальний життєпис
Олівер Венделл Голмс молодший народився у сім'ї відомого лікаря Олівера Венделла Голмса старшого. Сім'я походила від перших поселенців Массачусетса. Його дід по батькові, Ейбіел Голмс [1763–1837], був священиком Гарвардського університету та істориком Нової Англії. Дід по матері, Олівер Венделл, був суддею. На честь діда по матері онук та праонук отримали імена Олівер Венделл — відповідно старший і молодший.

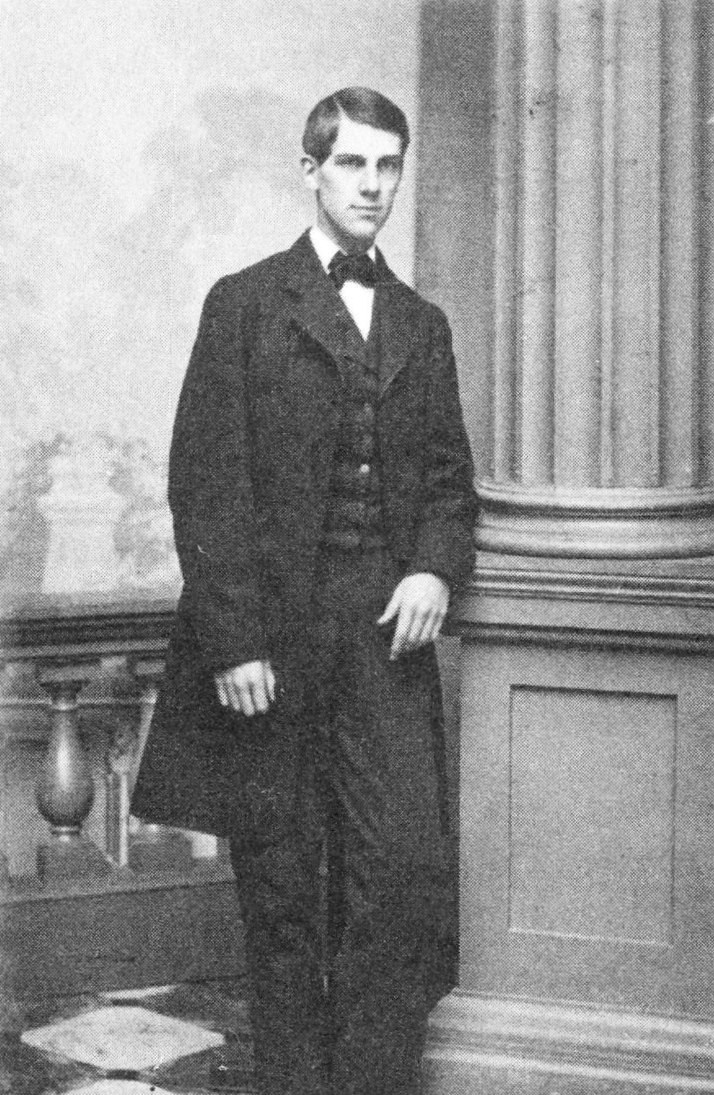
Олівер Венделл Голмс, березень 1861

Здобув освіту в приватній школі. 1857 р. вступив до Гарвардського коледжу. Коли у квітні 1861 р. розпочалася Громадянська війна, Голмс добровольцем вступив на службу до військ північних штатів. Протягом війни (1861—1864 рр.) він служив лейтенантом, а згодом капітаном, брав участь у багатьох боях, був тричі поранений.
Після одужання у 1864, Голмс вийшов у відставку і продовжив перервану війною освіту в Гарвардській школі права, яку закінчив 1866.
Після закінчення навчання подорожував Європою, а з поверненням до США розпочав юридичну практику в Бостоні. З 1870 р. був головним редактором заснованого ним юридичного журналу «Американський юридичний огляд». У 1873 році Голмс одружився з Фані Діксвел (англ. Fanny Bowditch Dixwell).
З 1880 р. викладав право в Гарвардській школі права (з 1882 професор).
Олівер Венделл Голмс знаменитий своєю довгою службою у Верховному Суді США. Завдяки його стислим і змістовним судовим рішенням, його повазі до рішень виборних законодавчих органів, він є одним з найбільш широко цитованих суддів Верховного суду США. Найвідомішим є його рішення «явна і реальна небезпека» (англ. clear and present danger) в судовій справі «Шенк проти США» 1919 р. Голмс займав посаду Голови Верховного суду США до 12 січня 1932 р. і в свої 90 років був найстарішим суддею цього суду, що було безпрецедентним явищем в історії американського правосуддя. Наступник О. В. Голмса на посаді голови Верховного суду США охарактеризував Голмса як «найбільший юридичний інтелект в історії англомовного світу». Отримав прізвисько «Великий незгідний» («the Great Dissenter»), через те, що у рішеннях Верховного Суду США, мав свої особливі думки.
Помер Олівер Голмс від пневмонії у Вашингтоні, округ Колумбія, в 1935 році, за два дні до свого 94-річчя. У своєму заповіті, Голмс залишив свій маєток біля Бостона уряду Сполучених Штатів. Похований на Арлінґтонському цвинтарі.

## Детальний життєпис

### Ранні роки
Голмс народився в Бостоні, штат Массачусетс, в сім'ї відомого письменника і лікаря Олівера Уенделла Голмса старшого і аболіціоністки Амелії Лі Джексон. Доктор Голмс був провідною фігурою в інтелектуальних і літературних колах Бостона, місіс Голмс була добре знайома з провідними родинами; Генрі Джеймс старший, Ральф Уолдо Емерсон і інші трансценденталісти були друзями родини. Відомий в юності як «Венделл», Голмс, Генрі Джеймс-молодший і Вільям Джеймс стали друзями на все життя.
Голмс, відповідно, зріс в атмосфері інтелектуальних досягнень, що сформувало в ньому прагнення писати як Емерсон. Ще в Гарварді він написав твір на філософську тематику, і попросив Емерсона зачитати його критику на ідеалістичну філософію Платона. Емерсон хвацько відповів: «Якщо ти замахнувся на короля, необхідно його вбити.»
Він підтримує аболіціоністичний рух, який процвітав в Бостонському суспільстві протягом 1850-х років. У Гарвардському університеті, він був членом Hasty Pudding і Porcellian Club, членом яких був також його батько. У спілці Pudding, він був секретарем і поетом, як і його батько..Він пішов на військову службу у Массачусетсі навесні 1861 року, коли президент вперше закликав добровольців після стрілянини у Форт Самтері..Влітку 1861 за допомогою батька він отримав звання «лейтенант» у двадцятому Массачусетському добровільному піхотному підрозділі.

### Громадянська війна
Під час свого останнього року навчання в коледжі, на початку Громадянської війни в США, Голмса зараховано до четвертого батальйону військової служби штату Массачусетс. Потім він отримав звання лейтенанта в XX добровільчому піхотному полку штату Массачусетс. Він пройшов багато битв, був поранений в битві при Болла Блафф, Ентіетам і Чанселесвіллі, заразився на дизентерію (як тоді називали шигельоз), від якої мало не помер. Голмс особливо захоплювався і здружився з офіцером 20-го полку Генрі Лівермором Ебботтом. Голмс дослужився до підполковника, усіляко уникав просування по службі. Служив у штаті VI корпусу під час кампанії Пустеля. Ебботт прийняв командування полком на себе, а пізніше був убитий.
Кажуть, Голмс кричав Лінкольну, що потрібно сховатися в укриття під час битви при Форті Стівенс, хоча цей факт не розглядають як достовірний.. Голмс сам висловив невпевненість у тому, хто попереджав Лінкольна ("Деякі кажуть, що це була пересічна людина, яка кричала на Лінкольна, інші припускають, що це був генерал Райт, який у грубій формі наказав Лінкольну рятуватися. Голмс отримав позачергове (почесне) звання полковник в знак визнання його заслуг у роки війни. В1864 він повернувся після трирічної служби до себе додому в Бостон, втомленим і хворим, його полк розформували.

### Юридична кар'єра

#### Юрист і суддя штату
Влітку 1864 року Голмс повернувся до рідної домівки в Бостоні, писав вірші і розмовляв на філософські теми зі своїм другом Вільямом Джеймсом, висловлюючи бажання повернутися до армії. Але до осені, коли стало ясно, що війна скоро закінчиться, Голмс вступив на юридичний факультет до Гарвардського університету, «загнав в закон» його батько, як він пізніше згадував. Він відвідував лекції протягом одного року, поринаючи з головою в теорію, а потім протягом року працював клерком в офісі його двоюрідного брата Роберта Морзе.
Він був прийнятий в колегію адвокатів в 1866 році. Щоб завершити свою освіту він вирушив до Лондона. По завершенню навчання зайнявся юридичною практикою в Бостоні.
У 1872 одружився з подругою дитинства, Фанні Боудіч Діксвелл. Їхній шлюб тривав до її смерті 30 квітня 1929. Спільних дітей у них не було. Вони удочерили і виростили сирітку, Дороті Афем. Фанні Голмс присвятила себе вишивці. Її описували як віддану дружину, дотепну, мудру і тактовну жінку.
Коли траплялася така нагода Голмс відвідував Лондон навесні і влітку. За рік роботи адвокатом і суддею в Бостоні, він зав'язав романтичну дружбу з дамами англійського дворянства, з якими листувався перебуваючи в Сполучених Штатах. Найбільш важливою виявилася дружба з англо-ірландкою Клер Каслтаун, леді Каслтаун, чий сімейний маєток Донерель він відвідав кілька разів, і з якою він, можливо, мав короткий роман. Він також завів дружбу з британськими чоловіками, і став одним із засновників, так званої «соціологічної» школи юриспруденції у Великій Британії, а потім школа «правового реалізму» з'явилася і в Америці.
Голмс займався морським і торговим правом в Бостоні протягом п'ятнадцяти років. Саме в цей час, він написав свою основну наукову роботу, був редактором нового журналу American Law Review, оприлюднюючи рішення верховних судів штатів, а також підготував нову редакцію коментарів Кента (Kent's Commentaries), яка слугувала практикам довідником з прецедентного права у той час, коли офіційні звіти були нечисленними і важкодоступними. Він коротко виклав свої напрацювання у серії лекцій, зібраних та опублікованих під назвою «Загальне право» в 1881 році.

### «Загальне право»
«Загальне право» періодично виходить друком з 1881 року і лишається важливим внеском у правознавство. У книзі також залишається спірним питання щодо різних видів формалізму в законі. У своїх ранніх роботах він явно заперечує утилітарний підхід, за яким право розглядається як набір наказів суверена, правил поведінки, які стали юридичними обов'язками.
Так само він відкидав і думки німецьких філософів-ідеалістів, чиї погляди були потім широко розповсюджені, філософські погляди, що викладалися у Гарварді, згідно з якими позиції суддів можуть бути узгоджені в рамках чисто логічної системи.
У перших абзацах книги він вдало узагальнив свій погляд на історію загального права
«Життя права — не логіка, а досвід. Потреби часу, поширені моральні і політичні теорії, відчуття державної політики, загальновизнані або несвідомі, і навіть упереджені погляди, якими судді діляться один з одними, важать набагато більше у визначенні правил, які керуватимуть людьми, ніж силогізм. Право відображає історію розвитку нації впродовж багатьох століть і його не можна розглядати як таке, що містить лише аксіоми та формули, як у підручнику з математики».
У книзі Голмс виклав свою думку, що єдиним джерелом права, власне кажучи, було судове рішення, впроваджене державою. Судді вирішують справи, спираючись на факти, а потім викладають свої позиції, подаючи раціональне обґрунтування свого рішення. Утім справжнім підґрунтям рішення часто є «неписана основна посилка». Суддя змушений обирати між конкуруючими юридичними аргументами, а справжня основа його рішення іноді лежить поза правом, коли прецедентне право має прогалину чи непрямо відхиляється.
Загальне право розвивається, тому що розвивається цивілізоване суспільство, і судді поділяють переконання панівного класу суспільства. Ці погляди забезпечили Голмсу прихильність наступних поколінь правових реалістів і зробили його одним з найперших засновників напрямку економіка і право в юриспруденції. «Загальне право» — це єдина велика наукова робота, написана практикуючим адвокатом. Голмс протиставляв свої наукові погляди абстрактним доктринам Крістофера Ленгделла, декана Юридичної школи Гарвардського університету, який розглядав загальне право як самозамкнений набір доктрин. Голмс вважав погляди Ленгделла подібними до німецького філософського ідеалізму, якому він довгий час опонував, спираючись на науковий матеріалізм.

### Суддя суду штату
«Ми не можемо всі бути Декартами або Кантами, але всі ми хочемо щастя. І щастя, я переконаний, бо знаю багатьох успішних людей, не можна досягти просто ставши юридичним радником великих корпорацій та маючи прибуток в 50 тисяч доларів. Інтелект, достатньо великий, щоб здобути перемогу, потребує чогось іншого, окрім успіху. Віддалені і більш загальні аспекти закону — це, ті які викликають загальний інтерес. Це через них ти стаєш не тільки великим майстром у своєму покликанні (у своїй справі), але й з'єднуєш свій предмет з Всесвітом і чуєш відлуння безкінечності, проблиск його незбагненного плину, тінь універсального закону.» Олівер Уенделл Голмс-молодший, «The Path of the Law», 10 Harvard Law Review 457, 478 (1897)
Голмс мав бути призначений до федерального суду в 1878 році президентом Резерфордом Хейзом, але сенатор від Массачусетса Джордж Фрізбі Хоур переконав Хейза висунути іншого кандидата.
Восени 1882 року Голмс став професором Юридичної школи Гарварду на місце, яке було створено для нього багато в чому завдяки зусиллям Луї Д. Бранде. У п'ятницю 8 грудня 1882 року суддя Верховного суду Массачусетса Отіс Лорд йшов у відставку, надаючи можливість Джону Девісу Лонгу, сенатору від республіканців, що залишав свій пост, можливість призначити наступника. Та рішення мало бути прийняте до моменту закриття засідання ради губернатора Массачусеттса, тобто до 3 години дня. Партнер Голмса Джордж Шаттак запропонував його на цю вакансію, Голмс швидко погодився. З боку Ради заперечень не було. 15 грудня 1882 року Голмс склав присягу судді. 2 серпня 1899 Голмс став головою Массачусетського Верховного суду після смерті Уолбріджа Філда.
Під час роботи у Массачусетському суді, Голмс продовжував розвивати і застосовувати своє бачення загального права, зазвичай точно слідуючи прецедентам. Він виробив кілька конституційних позицій в ці роки, при цьому ретельно розробляючи принципи свободи слова як доктрини загального права. Він відійшов від прецеденту, визнаючи право робітників на організацію профспілок і на страйк, яке не поєднане з насиллям, примусом за допомогою неприпустимих засобів, таких, як вторинний бойкот, вказавши у своїх позиціях, що основоположна справедливість вимагає, щоб робітники мали можливість об'єднуватися, щоб бути на рівних з роботодавцями. Він продовжував виступати з промовами і писати статті, які розширювали або розвивали його напрацювання з загального права. У своїй роботі «Privilege, Malice and Intent» він представив своє бачення прагматичної основи прав, вироблених загальним правом, що поширювалися на свободу слова та друку, які можуть постраждати від виявлення злочинного непрямого або прямого наміру заподіяти шкоду. Цей аргумент буде пізніше включений до його знаменитих позицій щодо Першої поправки. Він також опублікував звернення, «Шлях закону», в якому він розширив своє бачення права з точки зору практика, пов'язаного з інтересами свого клієнта, який може бути поганою людиною, байдужою до моральних абсолютів.

### Суддя Верховного суду
Обрання на посаду 11 серпня 1902 року президент Теодор Рузвельт призначив Голмса на місце звільненого судді Горація Грея у Верховний суд Сполучених Штатів. Горацій Грей пішов у відставку в липні 1902 через хворобу. Голмса на посаду рекомендував сенатор Генрі Кебот Лодж, молодший сенатор від штату Массачусетс, але кандидатура Голмса була відхилена старшим сенатором і головою юридичного комітету Сенату, Джорджем Фризбі Хоуром. Хоур був ярим противником імперіалізму, на відміну від Лоджа і Рузвельта. Їх погляди поділяв і Голмс. У результаті того, що Хоур був проти, сталася затримка в обранні на посаду, але 2 грудня 1902 Рузвельт вніс повторне подання і Голмс був одноголосно затверджений Сенатом США. Виконуючи свої обов'язки, Голмс підтримував позицію адміністрації на користь анексії колишніх іспанських колоній в «острівних справах». Проте, пізніше він розчарував Рузвельта, оскільки вони розійшлися в думках по справі Північна охоронна корпорація проти Сполучених Штатів (Northern Securities Co. v. United States), великому антитрестовому розслідуванні. Більшість членів Суду, однак, зайняли позицію, протилежну до тієї, яку мав Голмс, і обрали сторону Теодора Рузвельта з його переконанням, що Northern Securities Co. порушили антитрестове закон Шермана. Відмінність поглядів Голмса надовго зіпсувала його колись тісні стосунки з Теодором Рузвельтом.
Коли його призначили до Верховного суду Сполучених Штатів Голмс став відомий своїми змістовними, короткими і часто цитованими висловами. За більш ніж двадцять дев'ять років на посаді судді Верховного суду, він виніс рішення у справах, що охоплюють весь спектр федерального законодавства. Він запам'ятався пророчими думками щодо авторського права, закону про неповагу, антимонопольного статусу професійного бейсболу, присяги, необхідної для одержання громадянства та ін. Голмс, як і більшість його сучасників, розглядав Білль про права як кодифікацію привілеїв, вироблених англійським та американським загальним правом протягом століть та обґрунтовував такий погляд у численних судових позиціях.
Він вважається одним з найкращих суддів в американській історії, і для багатьох є втіленням традицій загального права, зараз оскаржуваних оригіналістами, які наполягають, що Конституція переважає над будь-яким прецедентом загального права, який відступає від початкового розуміння її значення.
Після відставки Тафта 3 лютого 1930 до моменту поки Чарльз Еванс Хьюз не зайняв цю посаду 24 лютого 1930 року Голмс недовго виконував обов'язки голови суду та головував на судових засіданнях.

## Визначні рішення

### Отіс проти Паркера
Починаючи зі своєї першої справи Отіс проти Паркера, Голмс заявив, що «due process of law», основоположний принцип справедливості, який захищає людей від необґрунтованого законодавства, обмежується застосуванням лише до принципів, закріплених у загальному праві, і не захищає більшість економічних інтересів.

### Шенк проти уряду США
У серії правових позицій щодо Закону про шпигунство1917 року і Закону про підбурювання до заколоту 1918 року, Голмс зазначив, що свобода самовираження гарантується федеральною та конституцією штату, свобода слова і друку — це привілей прописаний в загальному праві, не зважаючи на те, що слова можуть ранити, викликати обурення і бажання заподіяти шкоду. Голмс вирішив написати три одностайні думки для Верховного суду, які виникли від переслідувань відповідно до Закону про шпигунство 1917 року, оскільки в попередньому випадку, Бальцер проти уряду Сполучених штатів, він був не згоден з вироком суду. Напевне, дізнавшись, що він опублікує свою незгоду, уряд відмовився від подальшого розгляду справи і всі звинувачення було знято.
Голова суду попросив Голмса написати думки у трьох аналогічних справах, де б рішення суддів були одностайними і базувалися на висновках журі, що промови та листівки були опубліковані з наміром провести підривну діяльність, яка підпадає під статті закону, прийнятого у 1917 році. Хоча не було ніяких доказів що спроба заколоту вдалася, Голмс по справі Шенк проти уряду США зробив свій висновок, згідно з яким Перша поправка не може поширюватися на тих, чиї висловлювання виражають «явну і безпосередню загрозу». Таких людей потрібно притягувати до кримінальної відповідальності… "Жодна свобода слова не змогла б захистити людину, яка кричить «пожежа!» в театрі, тим самим викликаючи паніку ". Хоча Голмса критикували за прийняте ним рішення, ця справа ще й досі залишається зразком для справ подібного характеру.

### Абрамс проти уряду США
Голмс виніс виправдальний вирок у справі «Абрамс проти США». Адміністрація Вільсона переслідувала осіб, яких підозрювали у симпатіях до революції, що нещодавно відбулася в Росії, а також противників війни з Німеччиною. Відповідачами виступали соціалісти і анархісти, іммігранти з Росії, які були проти втручання США у громадянську війну в Росії. Їм було висунуто звинувачення у порушенні поправок до Закону про шпигунство, які були більш відомі як Закон про підбурювання до заколоту. Абрамсу і іншим звинуваченим по справі пред'явили обвинувачення у розповсюдженні листівок, які на ідиш закликали до страйку в знак протесту проти втручання Америки у справи Росії. Більшість складу суду винесла рішення про їх засудження — кого на десять, а кого і на двадцять років з наступною депортацією. Голмс заявив окрему думку. Більшість складу суду обґрунтували рішення прецедентами, встановленим у Шенку та супутніх справах, які створював Голмс, але Голмс наполягав, що листівки обвинувачених ані спрямовувалися на заподіяння якоїсь шкоди, ані виявляли спеціальний намір перешкодити військовій мобілізації країни.
Голмс потім продовжував пояснювати важливість свободи думки в демократичному суспільстві
«Коли люди розуміють, що час розвіює віру у війну, вони починають вірити, що найкраща перевірка на чесність — це сила думки, і що правда — це єдине підґрунтя, де можна зберегти свої мрії. Це, в усякому разі, теорія Конституції. Це експеримент, оскільки все життя експеримент».
Під час роботи над окремою думкою, Голмс був, можливо, під впливом статті Захарії Чефі «Свобода слова в воєнний час». Чефі критикував думку Голмса у справі Шенка за відсутність детальнішого і чіткішого формулювання доктрини загального права, на яку він покладався. У своїй окремій думці щодо справи Абрамса Голмс спирався не лише на рішення прийняте по справі Шенка — у якійсь мірі, а й на стратегію дій, запропоновану Чефі. Хоча Голмс очевидно вірив, що він слідує своєму власному прецеденту, пізніше коментатори звинуватили Голмса у непослідовності, навіть у бажанні здобути прихильність своїх молодих шанувальників. У справі Абрамса, думка більшості спиралася на формулювання застосоване по справі Шенка «явна і пряма загроза», стверджуючи, що листівки показали необхідні наміри, і не зважали на те, що ця акція навряд чи мала якийсь ефект. У більш пізніх думках, Верховний суд відійшов від цієї лінії обґрунтування, проголосивши принцип, згідно з яким законодавчі органи могли належним чином заявити, що деякі форми висловлювань створюють явну і безпосередню небезпеку, незалежно від обставин, в яких вони були зроблені.

### Silverthorne Lumber Co. v. United States
У 1920 році розглядаючи справу Silverthorne Lumber Co. v. United States, Голмс ухвалив, що будь-які докази, отримані при незаконному обшуку не будуть розглядатися судом. Він вважав, що в такому випадку, поліція б діяла дотримуючись четвертої поправки. Це пізніше стало відомо як «плід отруєного дерева».

### Бак проти Белл
У 1927 році Голмс висловив думку більшості. 8 суддів з 9 проголосували за примусову стерилізацію Керрі Бак, яку визнали розумово неповносправною. Суддя Олівер Голмс порівняв стерилізацію Бак з тим як солдати на війні жертвують своїм життям, зазначивши
"Ми вже не раз бачили як громадяни жертвують своїм життям заради блага суспільства, тому було б дивно аби ті, хто послаблює могутність країни не виявляли б подібної самовідданості ідучи на невеликі жертви для того, щоб ми не захлинулися у потоці невігластва ". Голмс зробив висновок : "Для всього світу буде краще, якщо замість того, щоб чекати страти такої неповноцінної дитини за вчинений злочин, або її смерті від голоду через недоумство, суспільство запобігне розмноженню тих, хто просто не годиться для гідного продовження роду. Трьох поколінь імбецилів нам цілком достатньо. "
Хоча ця позиція та євгеніка загалом лишаються дискусійними, рішення ще й досі лишається не відхиленим. На прецедент Бак проти Белл послалися у справі …, але не на підтримку права на аборт. Навпаки, суддя Блекман використав його для обґрунтування ідеї, що конституційне право на аборт не є необмеженим.

## Теоретичні погляди
Правові погляди Голмса зводилися до того, що закон — це не готове рішення, а лише основа для прийняття рішень, думка законодавця про право стосовно окремої особи і конкретного факту. Ця думка не є саме право, а лише передбачення того, як буде діяти насправді суд. Незважаючи на можливість існування нормативного підґрунтя
(законів, судових прецедентів), саме реакція суду щодо тієї чи іншої обставини або факту є правом. Для хорошої людини мотиви її вчинків коріняться як у законі, так і поза ним — у її свідомості, гідності, совісті. Погана ж людина при виборі правомірного чи неправомірного варіантів поведінки орієнтується на правові обмеження у рамках яких вона може потрапити або не потрапити у в'язницю. Голмс поклав початок розвитку правового прагматизму в уявленні якого розуміння і застосування повинні ґрунтуватися на реаліях сучасного стану, врахуванні інтересів і потреб суспільства. Так, суддя має визначати свою позицію не з вірнопідданства високим політикам, а з вигоди для суспільства; завдання суду — оцінювати закон не з погляду його розумності, а на предмет відповідності Конституції.

### Критика формалізму
Голмс у своїх ранніх роботах позначив своє життєве переконання, що рішення судді свідомо чи підсвідомо орієнтоване на результат і є відображенням розвитку звичаїв класу та суспільства, до яких належить суддя. Голмс відповідно стверджував, що правові норми не витікають з формальної логіки, а швидше є результатом активного процесу людського самоврядування. Він досліджував ці теорії в своїй книзі «Загальне право» 1881. Його філософія являє собою відхід від основних юридичних поглядів того часу — правового формалізму, який проголошував, що право — впорядкована система правил, з якої можна вивести рішення по конкретним справам. Голмс прагнув свідомо перевинайти загальне право — модернізувати його як інструмент для адаптації до мінливого характеру сучасного життя, що судді минулого і робили більш-менш несвідомо. Його класифікують як філософського прагматика, хоча прагматизм це те, що він визнавав властивим праву, а не його власній філософії.
Основною його думкою було переконання, що право, як воно розвивається в сучасному суспільстві, виступає матеріальним результатом дій відповідача.
Завданням судді є вирішити, яка з двох сторін буде сплачувати витрати за заподіяну шкоду. Голмс стверджував, що еволюціонуючим стандартом загального права є те, що відповідальність лягає на розсудливих людей. Якщо будівельник кидає балку на людній вулиці
«… він робить те, що особа звичайних розумових здібностей передбачила б як дію, що могла викликати смерть …, і до нього ставляться так, наче він міг це передбачити, хоча невідомо чи він взагалі про це думав. Якщо смерть викликана його діями, він винен у вбивстві. Але якщо працівник має підстави вважати, що простір внизу — це закрите подвір'я, де не може бути людей, подвір'я, яке використовують як звалище сміття, то його вчинок буде розцінений не як вбивство, а як нещасний випадок.»
На думку Голмса, цей «об'єктивний стандарт», сприйнятий суддями загального права, відображає зрушення у встановлених правилах суспільства від засудження дій особи до безособової оцінки їх значення для суспільства."У сучасному світі успіхи, досягнуті в області біології і соціальних наук повинні дозволити краще усвідомлювати детермінацію результатів дій індивіда і належні заходи відповідальності за них",- зазначав він.

### Юридичний позитивізм
У 1881 році в книзі «Загальне право», Голмс поєднав всі свої попередні статті та лекції, які стосувалися історії загального права, судових рішень Англії та Сполучених Штатів, які він інтерпретував з точки зору практикуючого адвоката. Те що для юриста вважалося правом, було тим, що судді робили у конкретних справах. Право було тим, що держава буде застосовувати, і якщо необхідно — через примус; відлуння його досвіду в громадянській війні завжди були присутні в його творах.
Голмс не погоджувався з ідеями вчених, які вважали, що юридичні обов'язки спиралися на «природне право», моральний порядок, на який посилалися християнські теологи та інші ідеалісти. Натомість він вважав, що люди створюють свої власні закони, що ці закони не випливають з якоїсь незбагненної небесної всюдисущості, і що судді не є незалежними промовцями нескінченності. Голмс зазначив, що право — це не набір абстрактних, раціональних, математичних правил, або в будь-якому разі відірваний від дійсності набір принципів, а «передбачення того, що суди робитимуть фактично і нічого більш претензійного…»
Він був переконаний, що право — це набір узагальнень того, що судді вирішують у однакових справах, спираючись на власне бачення Конституції Сполучених Штатів. Як суддя Верховного суду США, Голмс відхилив думку, що Конституцію потрібно безпосередньо застосовувати при розгляді судових справ, як закон. Він поділяв думку багатьох суддів, що Конституція містить принципи, виведені з загального права, принципи, які продовжують розвиватися в судочинстві Америки. Сам по собі текст Конституції ніколи не був переліком правил, а лише директивою для судів враховувати загальне право, розглядаючи справи. Він сповідував ідею, що конституційні принципи, взяті з загального права, еволюціонують, як і право саме по собі еволюціонує: «слова (Конституції) не є кришталевими, прозорими та незмінними, а є втіленням живих думок…»
«Положення Конституції не математичні формули, які мають свою сутність у формі, вони є органічними, живими інституціями, перенесеними з англійського ґрунту. Їх значення є живим, а не формальним. Воно втсановлюється не просто шляхом аналізу слів та словника, а через пошук їхнього походження та напрямку розвитку.»
Голмс також наполягав, що на розділенні «має бути» і «є», які є перешкодами для розуміння реалій права. «Право сповнене фразеології, яка походить від моралі, і говорить про права та обов'язки, злий умисел, намір, і недбалість — і нічого немає простіше в юридичному аспекті, ніж розглядати ці слова з точки зору моралі». Тому лише плутанина може виникнути, якщо припустити, що права людини з точки зору моралі те саме що і право з точки зору Конституції і права. «Я думаю, що наші морально забарвлені слова зумовлюють у значній мірі таке змішування у мисленні.», — запевняв Голмс.
Тим не менше, відкидаючи мораль як форму природного права, зовнішню до людських вчинків і вищу щодо них, Голмс не відкидав моральні принципи, що були результатом застосовуваного права. «Право є свідком та зовнішнім сховищем нашого морального життя. Його історія — це історія морального розвитку раси. Його практика, незважаючи на популярні жарти, має тенденцію створювати хороших громадян і хороших людей. Коли я підкреслюю відмінність між правом і мораллю, я роблю це з єдиною метою — вивчення і розуміння права».
Однак Голмсові акценти на матеріальному підґрунті права, на фактах справи призвели до того, що дехто характеризував його як позбавленого почуттів. Професор права Університету Джорджа Вашингтона Джеффрі Розен підсумував погляди Голмса таким чином: «. Голмс був холодною і жорстоко цинічною людиною, який зневажав маси і прогресивне право, за яке він голосував з метою підтримки»

## Виступи
Виступи Голмса були розділені на дві групи. Перша група — промови, які адресовані для широкого загалу. Їх дуже мало. До другої групи увійшли виступи, що адресовані чоловічим клубам, юридичним факультетам та Двадцятому полку возз'єднання. Всі виступи опубліковані в третьому томі Зібрання робіт судді Голмса. Публічні звернення — це намагання Голмса висловити свої філософські думки поетично. У його роботах часто фігурує Громадянська війна і смерть. Він повсякчас висловлює думку, що людська жертва служить просуванню людства до якоїсь вищої мети. Ця таємнича мета пояснює «обов'язок і честь», які Голмс відчував, як невід'ємне право певного класу людей. Коли Олівер Голмс отримав почесний ступінь Єльського університету, він запитав: «Чому ви повинні брати участь в змаганнях з веслування на човні? Чому ми маємо терпіти довгі місяці тренувань, щоб півгодини запекло битися за перемогу… Хто-небудь ставив собі це запитання? Чи є хтось, хто не буде проходити через все це заради моменту, коли біль зміниться тріумфом або, навіть, славою почесного програшу?»
У 1890-х, в той час, коли була в моді «наукова» антропологія, яка говорила про расові відмінності, він взяв за взірець непопулярну теорію Дарвіна:
«Я радію, коли дивлюся змагання з небезпечних видів спорту, де я бачу певну мету. Студенти Хайдельбергу зі шрамами на обличчях надихають мене і щиро викликають повагу. Я з задоволенням дивлюся на гравців у поло. І якщо під час цієї жорстокої гри хтось зламає шию, я це розціню не як втрату, а як помірну ціну за взрощення нації здатної до верховенства і керівництва.»
Хоча зараз ця промова відштовхнула б людей, тоді її часто друкували, нею захоплювались, і, ймовірно, спираючись на цю промову Теодор Рузвельт дав назву своєму полку « Rough Riders».

## Листи
Багато з найближчих друзів Голмса жили в Англії, тож він регулярно листувався з ними, детально розмовляючи,  як правило, про роботу. Листи друзям з Англії, таким як  Гарольд Ласкі і Фредерік Поллок містять відверте обговорення його рішень і рішень його колег-суддів. Листи друзям зі Сполучених Штатів Моррісу Р. Коену, Льюїсу Ейнштейну, Феліксу Франкфуртеру, і Франкліну Форду схожі, хоча листи Франкфуртеру носять більш особистий характер. Листування Голмса з жінками з Англії та Сполучених Штатів більш об’ємні, але незмістовні.  "Plunkett Lake Press". Plunkett Lake Press. 1989-08-20. Retrieved 2016-03-10.Ця серія листів не публікувалася. Велика підборка листів до Клер Каслтаун з  Ірландії  входить до книги Почесний суддя та Життя Олівера Уенделла Голмса.

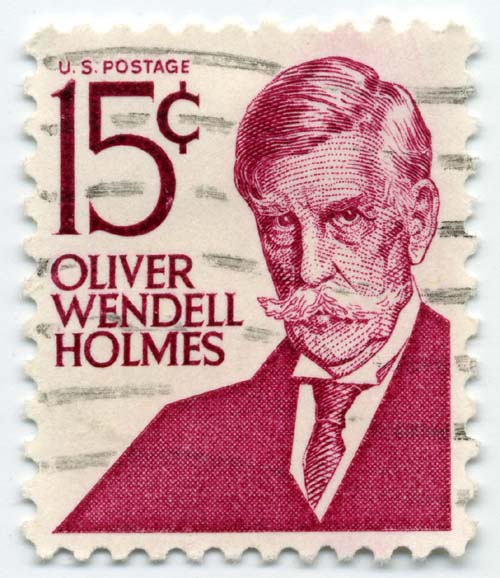

## Нагороди, вшанування
У 1978 році Поштова служба США випустила поштову марку на вшанування пам'яті Олівера Уенделла Голмса.
В останні роки життя Голмс користувався великою пошаною. На 90-й день народження його привітали по радіо Голова Верховного суду США Чарльз Еванс Г'юз, декан Єльської юридичної школи Чарльз Едвард Кларк і президент Американської асоціації юристів. Асоціація юристів вручила йому золоту медаль. Голмс працював суддею до 12.01.1932, коли, враховуючи його поважний вік, йому запропонували піти у відставку. До того часу (у віці 90 років) він був найстаршим працюючим суддею в історії суду. На 92-ий  день народження Голмса новообраний президент Франклін Делано Рузвельт зі своєю дружиною Елеонорою завітали до його вашингтонського дому.
Голмс помер від пневмонії в Вашингтоні, округ Колумбія в 1935 році, за два дні до того, як йому б виповнилось 94 роки. Голмс залишив невідписану частку свого спадку уряду США.
Роботи Голмса, подаровані Гарвардській школі права, довгий час після його смерті зберігалися під замком. Обставиною, котра все змінила, була публікація книги Кетрін Боуен «Янкі з Олімпу», яка стала бестселлером. А в 1951 році у Голівуді було знято фільм «Чудовий янкі», оснований на біографії, написаній Френсісом Бідлом, який був його помічником.
Багато наукової літератури, в якій були посилання на думки Голмса було видано до того, як стала відома його біографія, і до того як стали доступними матеріали його робіт.
Юридична бібліотека Гарварду зрештою поступилася і зробила доступними для вчених великі роботи Голмса, зібрані і анотовані Марком Хоу, який помер раніше, ніж зміг завершити свою роботу над біографією судді. У 1989 році була опублікована перша повна біографія Голмса на основі його робіт. Конгрес встановив, що кошти Голмса, залишені за заповітом Сполученим Штатам, будуть використані для створення саду біля будівлі Верховного суду, і для публікації його робіт.
Будинок Голмса в Беверлі, штат Массачусетс, був визнаний Національним історичним пам'ятником в 1972 році, на знак поваги за його внесок в американську юриспруденцію.

## У масовій культурі
- У 1946 році американський актор Луї Келхерн зіграв Голмса в п'єсі «Дивовижні Янкі», а Дороті Гиш зіграла дружину Голмса, Фанні. У 1950 році Келхерн ще раз зіграв роль Голмса у фільмі версії MGM «Дивовижні Янкі», за яку він отримав свою єдину номінацію на Оскар. Партнеркою Келхерна по фільму стала Енн Хардінг. У телевізійній адаптації п'єси 1965 року знімалися Альфред Лант і Лінн Фонтен.
- У фільмі «Суд в Нюрнберзі» (1961), адвокат Ханс Рольф (Максиміліан Шелл) цитує Голмса двічі:

«Ця відповідальність проявляється не тільки в документах, які ніхто не оспорює і не заперечує. Її можна побачити у міркуваннях політичної та соціальної спрямованості, та, здебільшого, в характері людей.» Це стосувалося факту підтримки Голмсом законодавства про євгеніку в Сполучених Штатах, яке, як стверджував Рольф, не відрізнялося принципово від нацистських законів. Адвокат цитує і справу Голмса Бак проти Белл, «Трьох поколінь імбецилів цілком достатньо.»
- Голмс з'являється як другорядний персонаж у романах Бернарда Корнвелла «Перебіжчик» і «Кривава земля», в яких зображені битви під Болла Блафф і Ентіетам, в обох молодий лейтенант Голмс був поранений у бою.
- У 1960-х роках вийшов телевізійного серіал, «Зелені гектари». У цьому серіалі знявся Едді Альберт, у ролі Олівер Уенделл Дагласа, юриста з Манхеттену, який перестав працювати в галузі юриспруденції заради роботи на фермі.

## Театр, кіно, телебачення, і літературні образи
У 1946 р. Луїс Калгерн зіграв О. Голмса (разом з акторкою Дороті Гіш у ролі дружини Голмса Фанні Бовдітч Діксвелл) у фільмі «Дивовижний янкі» (The Magnificent Yankee).

## Цитати
Олівер Венделл Голмс молодший належить до когорти найбільш відомих і цитованих американських правників.
- Ніякий, навіть самий суворий закон, що захищає свободу слова, не зможе захистити людину, яка навмисне крикне «пожежа!» в переповненому театрі і викличе паніку.
- Те, що залишилося позаду нас, і те, що чекає нас попереду, має дуже невелике значення в порівнянні з тим, що знаходиться у нас всередині.
- Головне в цьому світі не те, де ми стоїмо, а те, в якому напрямку рухаємося.
- Якщо хочеш дізнатися, що думає про тебе твій знайомий, розлютити його.
- Суперечка зрівнює розумних і дурнів — і дурні це знають.
- Всі люди зануди, крім тих випадків, коли ми їх потребуємо.
- Секундне осяяння варто досвіду всього життя.

## Твори
- Загальне право (англ. The Common Law), (1881);
- Шлях права (англ. The Path of the Law), (1897).

Свої правові погляди також виклав у наукових статтях, листах, особливих думках з приводу рішень ВС США.